# Burg Blankenberg (Neufelden)
Die Burg Blankenberg ist die Ruine einer Hangburg bei Neufelden im Mühlviertel in Oberösterreich. Diese Dynastenburg steht unter Denkmalschutz. Die Stelle der Burg liegt in der Nähe des Bahnhofs Neufelden im Ortsteil Unternberg. Am Ortsausgang liegt eine Stiege, die nach 500 m zu dem Burghügel führt.

## Lage
Die Burg Blankenberg stand auf einem Berg, der an den heutigen Bahnhof von Neufelden grenzt. Dort mündet der Bairachbach (früher Bayrabach) in die Große Mühl. An der Stelle der Burg, die heute von einem Wald bedeckt wird, befinden sich noch meterlange Mauerreste, die vermutlich von den Umfriedungen der Burg stammen.

## Geschichte
In der Gegend der Blankenburg siedelten nach 1000 die hochfreien Adelsgeschlechter der Schönheringer (Planchenburch) mit ihren adeligen Dienstleuten (Ulricher, Elmer, Gruber). Sie errichteten die Feste bzw. Burg Blankenberg.

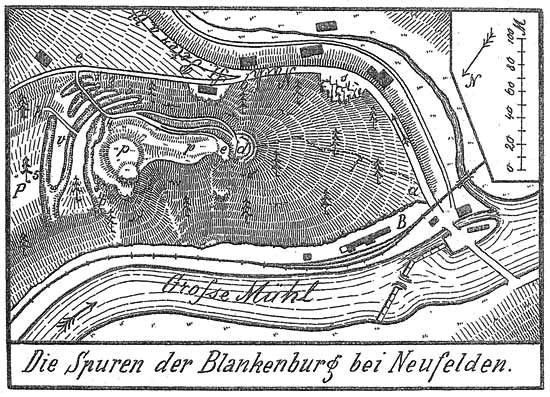
Planskizze der Burgruine Blankenberg von Ludwig Benesch (1907)

Bekannte oder vermutete Besitzer der Burg Blankenberg waren:
- Um 1108 war die Burg im Besitz des Eppo von Formbach, Graf von Windberg, der am 4. Mai 1110 starb.
- Unter Engelbert II. von Schönhering-Blankenberg, Burgherr von zumindest 1155 bis zumindest 1182, gehörten zur Feste ausgedehnte Besitzungen an der Großen Mühl, die bis zur Donau reichten.
- 1180 erscheint Siboto I. von Blankenberg als Burghüter und Dienstmann in einer Urkunde.
- 1206 wird urkundlich ein Ullo von Blankenberg erwähnt.
- Witiko von Prčice und Blankenberg vermählte sich vermutlich um 1191 mit Kunigunde, der Witwe Engelberts II. Zwischen 1192 und 1194 gelangte er an die Burg Blankenberg sowie einen Teil der Blankenberger Lehen, die im passauischen Besitz waren und ihm von Bischof Wolfger von Erla bestätigt wurden. Dieses Gebiet erstreckte sich entlang des linken Ufers der Großen Mühl bis zur Donau. In den anderen Blankenberger Gebieten konnte sich Witiko nicht durchsetzen. Für die Jahre 1209 und 1220 ist neben seinem Prädikat „von Prčice“ auch das Prädikat „de Plankinberg“ belegt.[2] Witiko, der als Begründer des witigonischen Zweigs der Rosenberger gilt, residierte vermutlich zunächst auf der Burg Blankenberg[3], wo ihm um 1250 vermutlich sein Sohn
- Zacharias von Prčice und Blankenberg[4] nachfolgte.
- (Größere Lücke)
- 1298 wird ein Veit von Blankenberg genannt.
- Ab 1340 ist die Burg im Besitz der Schallenberger

Seit einem verheerenden Brand während einer Hochzeit zwischen den Blankenbergern und Tannbergern verfiel die Burg.

Burg Blankenberg
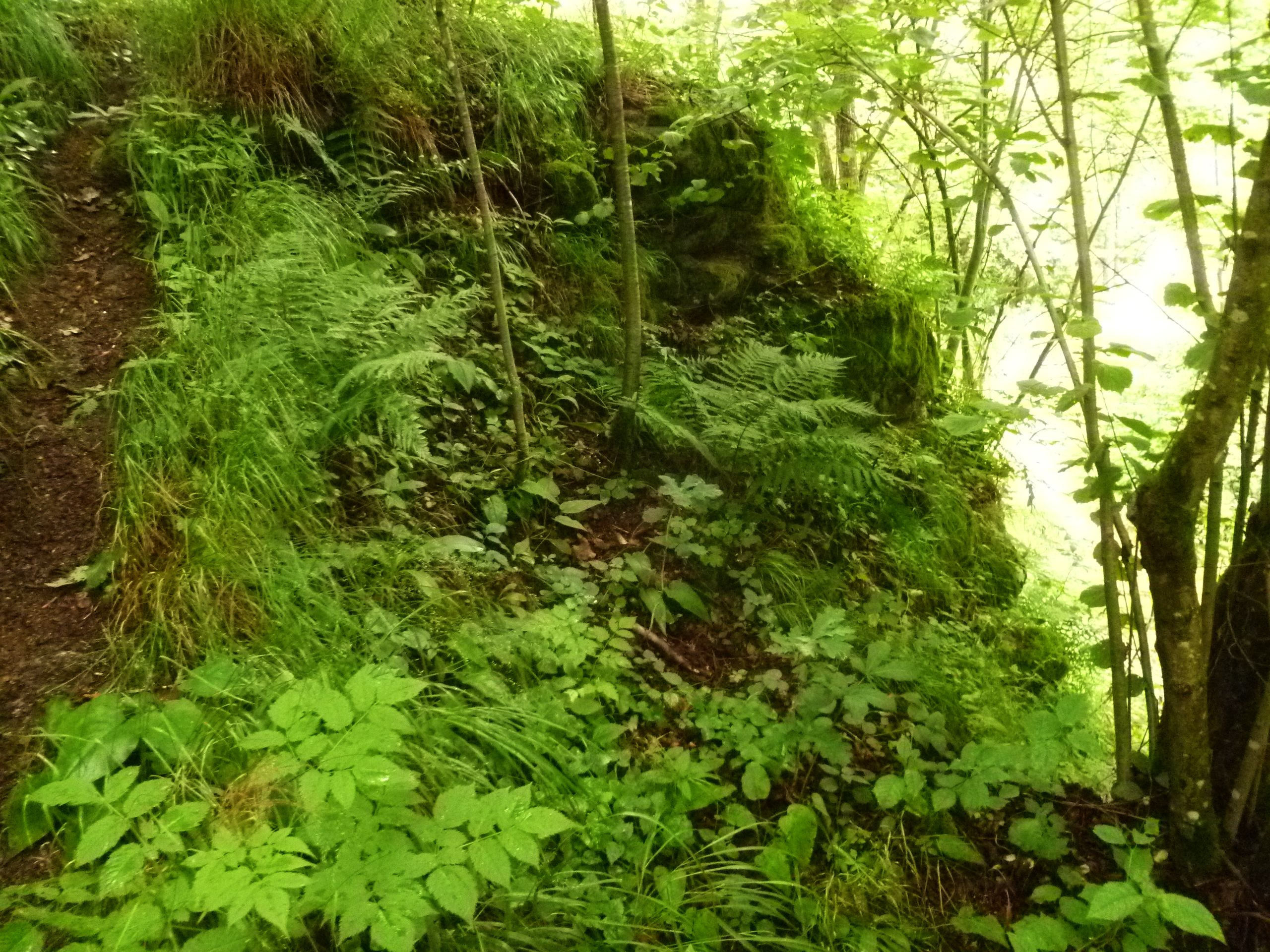
Reste der Burg Blankenberg
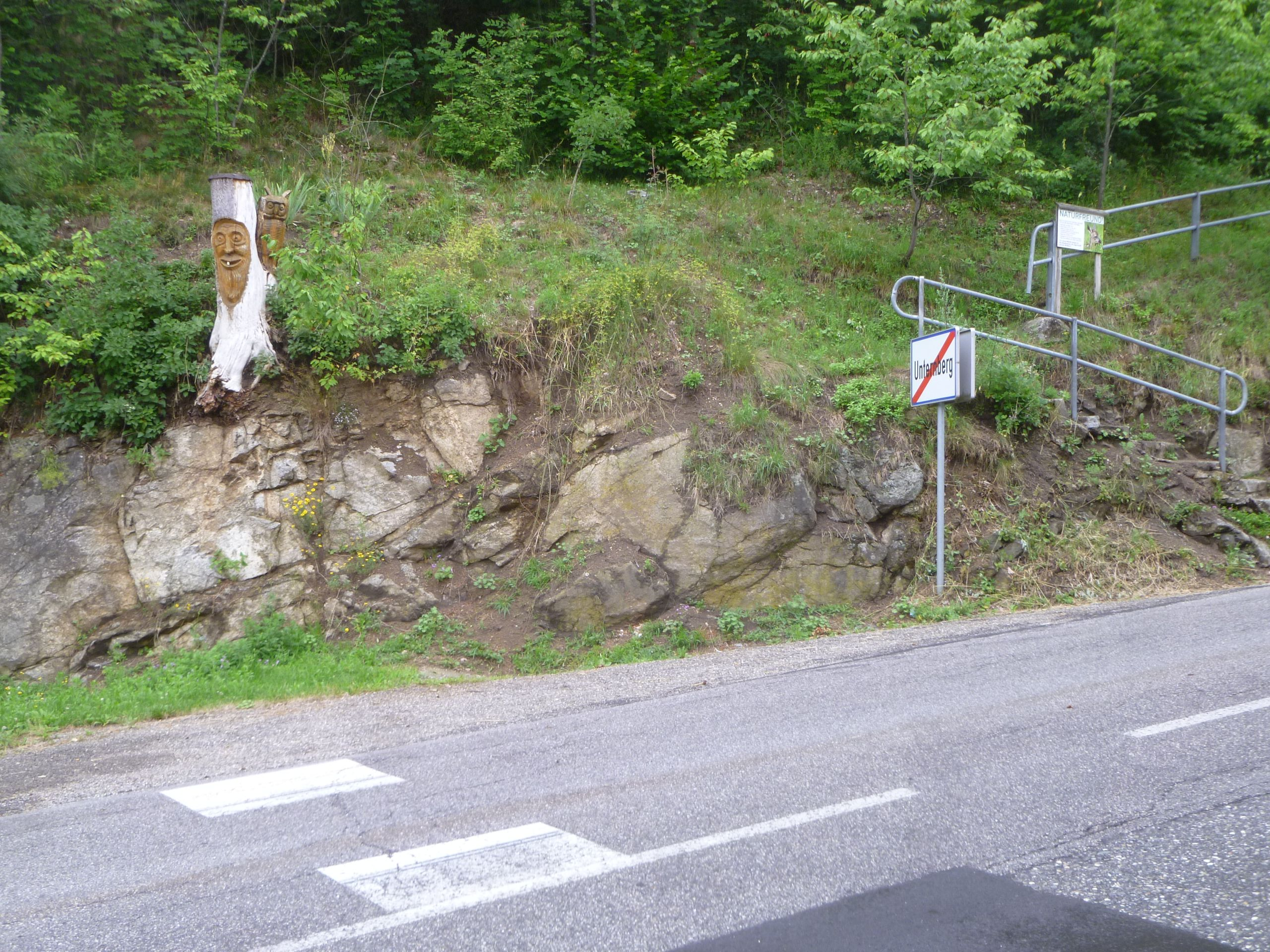
Aufgang zur Burgruine Blankenberg

## Burg Blankenberg heute
Zu Beginn des 20. Jahrhunderts waren die Mauerzüge der Burg Blankenberg noch gut erkennbar, wie man an der Planskizze von Ludwig Benesch von 1907 erkennen kann. Auch in den 1960er-Jahren waren noch Mauern ober der Erde sichtbar. Heute sind an der eingangs beschriebenen Stelle Erderhöhungen und Steingebilde zu finden, die von Bäumen und Gras stark überwachsen sind. Es ist aber ohne neuerliche Grabungsbefunde schwer zu entscheiden, ob sich darunter Teile der abgegangenen Burg oder natürliche Erdformationen verbergen.